# Bihari-síkság
Bihari-síkság är en slätt i Ungern.   Den ligger i provinsen Hajdú-Bihar, i den östra delen av landet, 200 km öster om huvudstaden Budapest.